# 高橋敏子
高橋 敏子（たかはし としこ、1955年 - ）は、日本の歴史学者。東京大学史料編纂所古文書・古記録部門教授、文化庁文化審議会専門委員。専門は日本中世史で、東寺百合文書編纂を担当した。

## 人物・経歴
1979年お茶の水女子大学文教育学部卒業。1982年お茶の水女子大学大学院人文科学研究科史学専攻修了、東京大学史料編纂所助手。2000年東京大学史料編纂所准教授。2015年東京大学史料編纂所教授。2018年東京大学史料編纂所附属画像史料解析センター長、文化庁文化審議会専門委員。東寺百合文書の編纂を担当し、日本中世史における、史料研究、荘園研究を行った。